# Blancarena
Blancarena o Blanca Arena es una localidad balnearia uruguaya del departamento de Colonia.

## Ubicación
El balneario se encuentra situado en la zona sur del departamento de Colonia, sobre las costas del Río de la Plata, al oeste de la desembocadura del río Rosario en el Río de la Plata. Se accede a ella por camino vecinal desde la ruta 61. Dista 10 km de La Paz.

## Población
Según el censo del año 2011 el balneario contaba con una población permanente de 69 habitantes, número que se ve incrementado en los meses de verano debido al turismo.
| 15            | 9 | 18 | 51 | 44 | 69 |
| (Fuente: INE) |   |    |    |    |    |